# Serica benesi
Serica benesi är en skalbaggsart som beskrevs av Ahrens 2005. Serica benesi ingår i släktet Serica och familjen Melolonthidae. Inga underarter finns listade i Catalogue of Life.